# Агава сизальська
Агава сизальська, Агава сизаль (Agave sisalana) — вид агави американського походження, що вирощується завдяки міцному волокну — сизалю, яке використовується для виготовлення мотузок (термін може поширюватися як на саму рослину, так і на волокно).

## Етимологія

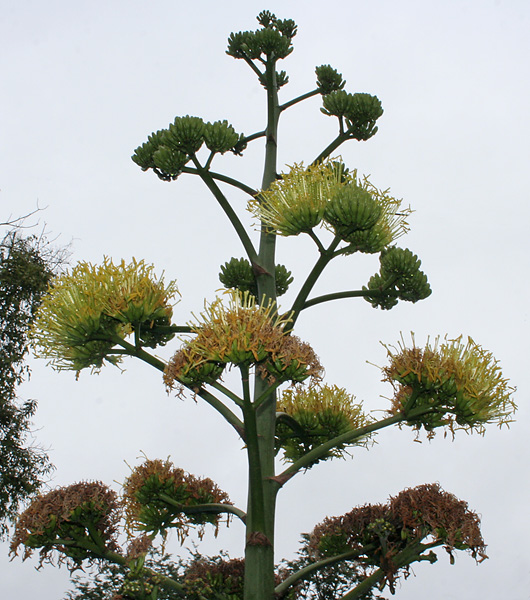
Квіти Agave sisalana

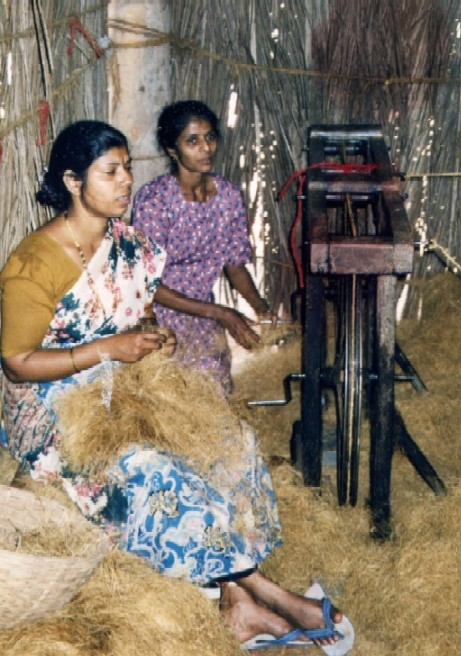
Виробництво волокна з сизалю в Гоа, Індія

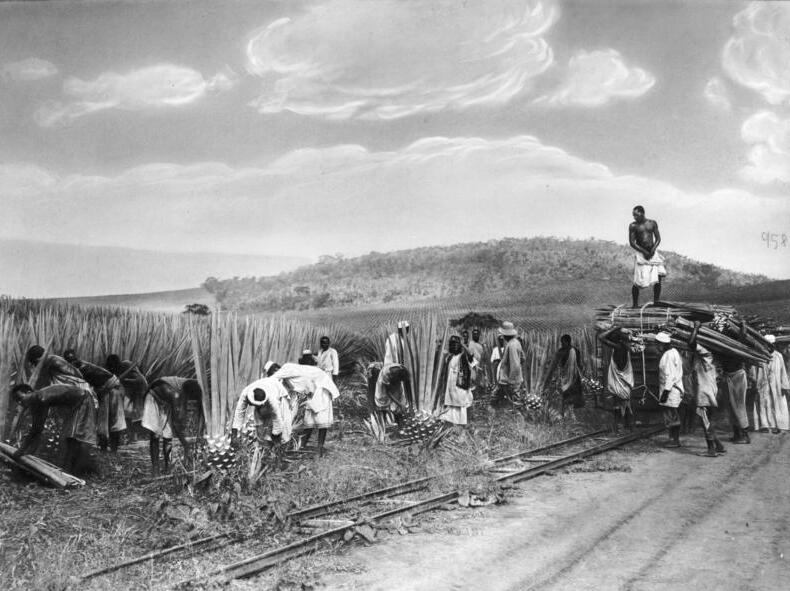
Збирачі сизалю в Африці на початку 20 століття

Назва походить від порту Сисаль у Мексиці, через який вперше експортували волокно.

## Біологічний опис
Агава сизальська — це стерильний гібрид неясного походження, можливо гібрид між Agave angustifolia і Agave kewensis. Розмножується вегетативно. Висота рослини сягає 1,5-2 м. Листя численні, тверді, шкірясті і м'ясисті, зелені або сірувато-зелені до 1,8 м завдовжки. Молоді листки можуть мати зуби по краях, дорослі без шипів. Суцвіття агави сізалани виростає до 6-7 м. Квітки численні 6 см завдовжки, зелені.

## Використання
Вид є культурною рослиною, протягом кількох століть вирощується у тропічних країнах. Широко поширений як технічна культура в Центральній і Південній Америці та на островах Карибського басейну, в Африці. Одна рослина живе на плантації 7-10 років і дає 200—250 листя. Кожний лист містить в середньому близько 1000 волокон. Волокно становить лише близько 4 % від ваги рослини. Жорсткі волокна листя традиційно використовуються для виробництва мотузок і шпагату, паперу, тканини, настінних покриттів і килимів.
Основні країни-виробники сизалю — Танзанія (поставляє на світовий ринок 1/3 сизалю), Бразилія, Кенія, Таїті. Світовий видобуток до 1901 р. становив 587 тис. т волокна.
Використовується також як жива огорожа, як закріплювач ґрунту. В останні роки в листках виявлені стероїдні сапогеніни. Сік агави відомий у народній медицині як засіб від укусів змій.
Волокна добре вбирають фарбу. Це допомагає створювати будь-які декоративні вироби - букети, Топіарії, ікебани. При вирощуванні рослини не використовуються токсичні речовини, тому матеріал безпечний для людини.

## Виробництво сизалю в Танзанії

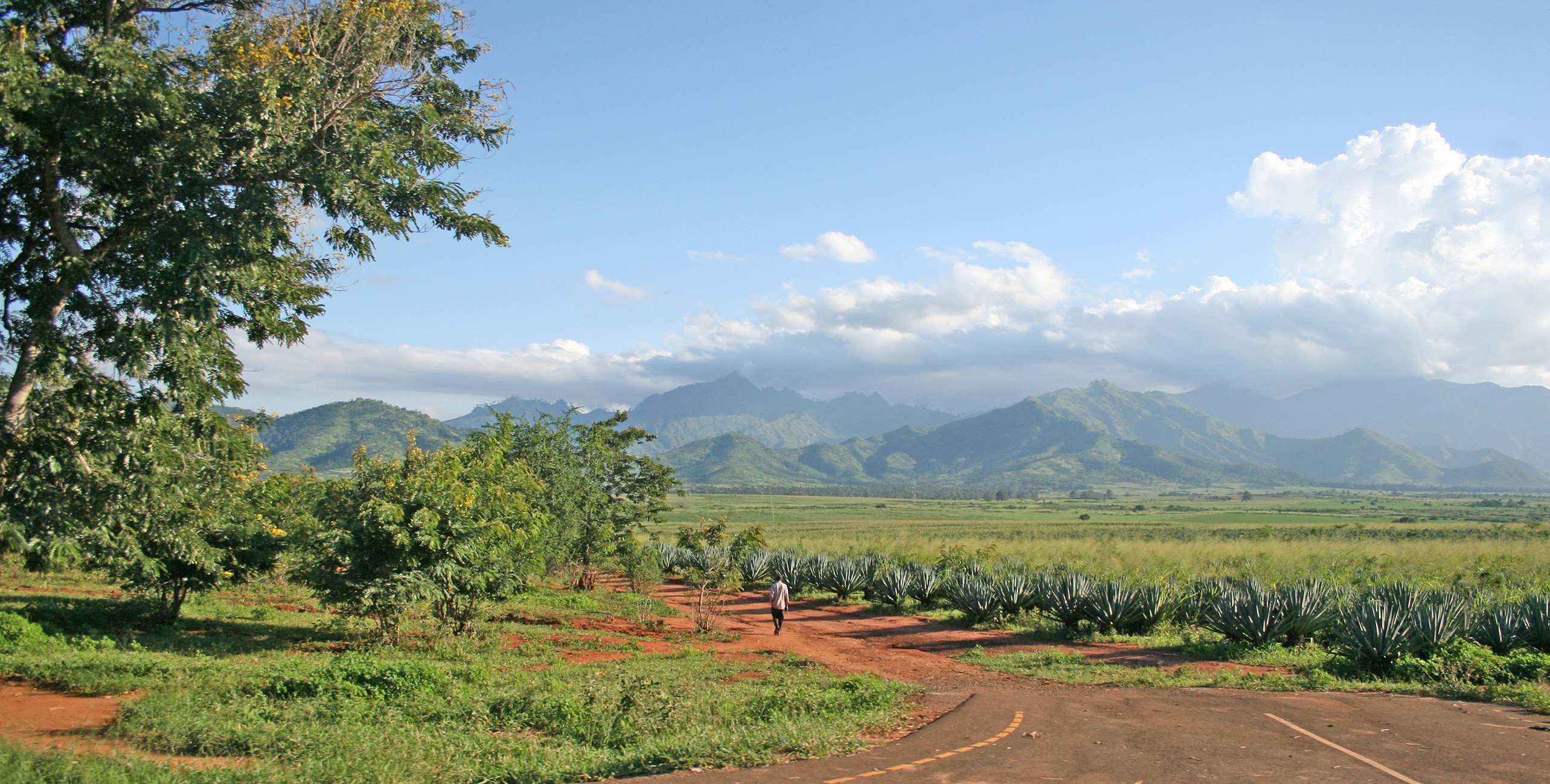
Плантація сизалю в Танзанії на початку 21 століття

Листя обрізають вручну, починаючи з самого низу рослини і залишаючи частину листя на верхній частині стовбура, щоб рослина продовжувала зростати. Праця не з легких, але досвідчений збирач за день нарізає до двох тисяч листів.
Після цього зібрані листя звозять на ферми, де в спеціальних пристосуваннях роздрібнюють, відокремлюючи волокна від зеленої маси. Довжина кожного з них до півтора метрів. Волокна ретельно промивають у воді, позбавляючись від часток листа і слизу. Потім їх висушують на сонці, вибілюють і розчісують. Сировина для виготовлення міцної мотузки готова.